# Chade nos Jogos Olímpicos
O Chade tem enviado atletas para todos os Jogos Olímpicos de Verão realizados entre 1964 e 1972 e de 1984 a 2008, embora o país nunca tenha conseguido uma medalha Olímpica. Nenhum atleta do Chade participou dos Jogos Olímpicos de Inverno.